# 虎台街道
虎台街道，是中华人民共和国青海省西宁市城西区下辖的一个乡镇级行政单位。

## 行政区划
虎台街道下辖以下地区：
海晏路社区、医财东社区、医财西社区、冷湖路社区、新西社区、殷家庄村、杨家寨村和苏家河湾村。